# Hjernø
Hjernø A/S er et dansk VVS-firma grundlagt i Aarhus i 1832 af kobbersmed Jens Hjernøe (født den 5. november 1806). Firmaet er Danmarks ældste VVS-firma og antageligt også Danmarks ældste håndværksvirksomhed. Navnet Hjernø A/S stammer fra Jens Hjernøes bedstefar Rasmus Rasmussen (født 1749), der var smed på øen Hjarnø. Hjernø A/S har altid haft adresse i Aarhus, og man kan forskellige steder i Aarhus stadig se spor af firmaets lange historie. I Den Gamle By kan man i kobbersmeden finder kobbertøj udført af smede fra Hjernø, og i Latinerkvarteret i Aarhus kan man ved Klostergade 10 se en smedejernsport med initialerne for ejer H. Christian Hansen og hans hustru Kirstine Hansen. 
Ved grundlæggelsen havde firmaet to ansatte og en mester, i mellemkrigsårene steg tallet til omkring 50 ansatte svende, og i 1950'erne var der 100 mand på lønningslisten. Stigningen i ansatte gjorde, at firmaet gik fra at have til huse i et delt byhus i Guldsmedgade, til en treetagers ejendom i Klostergade, til en stor ejendom i Studsgade, og endeligt til et nybygget domicil på Katrinbjergvej 115 i Aarhus N, som firmaet flyttede ind i, i 1967.
Hjernøs første ingeniør, Jens Kjølby, blev ansat i 1957, og i 1963 udvidede firmaet dets forretningsområde med en autorisation til at installere sprinkleranlæg.  Dette skete i forlængelse af firmaets tidligere involveringer i brandbekæmpelse, både med fremstilling af brandmateriel og med indsats i brandkorpset. Autorisationen førte firmaets tradition for varetagelse af brandbekæmpelse ind i den moderne tid.
I dag er Hjernø A/S ene-ejet af autoriseret sprinkleringeniør Lars Kjølby. Firmaet drives af Lars Kjølby og hans hustru, Hanne Rask Larsen, samt 10 montører. I dag omfatter forretningsområdet, foruden sprinklerteknologi og alle typer af VVS-installationer, også industrielle rørinstallationer, ventilationsanlæg og sikring af rent vand. Desuden har firmaet i sommeren 2017 igen fundet plads i Aarhus' latinerkvarter med åbningen af en city-afdeling i Gammel Munkegade 6. Herfra cykler en autoriseret VVS-montør ud og foretager VVS-reparationer og -installationer hos private fra en eldrevet ladcykel.

## Historie

### Grundlæggelsen af Danmarks ældste VVS-virksomhed
Hjernø A/S blev grundlagt i 1832, da den 26-årige kobbersmedesvend Jens Hjernøe fra Horsens flyttede til Århus. Han slog sig ned som selvstændig mester i Guldsmedgade og bekendtgjorde den 16. maj 1832 i Aarhuus Stiftstidende:
 "At jeg Undertegnede har nedsat mig her i Byen som Kobbersmed, og anbefaler mig til Enhver som vil forunde mig deres Arbeide, forsikrende reel og promte Behandling samt billig Betaling, undlader jeg ikke herved at bekjendtgjøre. Min Bopæl er hos Dyrlæge Bjerre på Guldsmedgaden" 
Firmaet havde på dette tidspunkt to ansatte foruden Hjernøe selv: ugifte kobbersmedesvend Lauritz Lind på 22 år og lærling Søren Salling på 17 år. Otte år senere, i 1840, var dette steget til fire ansatte, og efter endnu et par år købte Jens Hjernøe et mindre byhus i Klostergade 10, og flyttede forretningen dertil. Her producerede han, sammen med svende og lærlinge, både kobberkøkkentøj, sirlige temaskiner i messing, og begyndte også sammen med en gørtler at fremstille avancerede brandsprøjter.
Kobbersmedeforretningen blev i 1871 overdraget til næste generation, sønnen Christian Hjernøe, der sammen med hans hustru, fortsatte forretningsdriften. 
Ved årsskiftet 1883-84, tre år efter Jens Hjernøes død, solgte Christian Hjernøe familiefirmaet til københavnsk udlærte kobbersmed H. Chr. Hansen (født den 25. januar 1857).

### Vandhaner og Gasapparater
I Hansens tid, begyndte firmaet at tilbyde nye produkter som vandhaner og gasapparater samt kar til mejeribrug og emaljerede kedler. Skiftede til de nye produkter gjorde, at kobbersmedemesteren fik autorisation som gas- og vandmester. 
Hansen fortsatte samtidigt firmaets tradition med fremstilling af brandmateriel og indsats i Brandkorpset og i Aarhus Brandvæsen. Dette ledte til, at han senere, i 1909, blev tildelt Brandkorpsets medalje for 25 års tjeneste, i 1918, blev udnævnt til æresmedlem af Aarhus Brandkorpsforening og, i 1929, blev hædret med ridderkorset for sine fortjenester som kobbersmedemester og vicebrandinspektør.
Firmaets navn og fysiske rammer gennemgik ligeledes forandringer i denne periode. Dette skete først ved købet af naboejendommen Klostergade 12 i 1898, og ved opførelsen af en ny treetagers ejendom på grunden for Klostergade 10 i 1899. Dernæst, i 1912, optog Hansen mestersvenden Jens Rasmus Jørgensen som sin kompagnon. Firmaet kom ved denne lejlighed til at hedde H. Chr. Hansen & Co.  I 1930 flyttede både forretning og værksted til en ejendom i Studsgade 11, da anlæggelsen af Latinerkvarterets nye gade, Borgergade, krævede, at ejendommen i Klostergade 12 blev revet ned. 
Den gamle mester, H. Chr. Hansen, døde som 80-årig i 1936. Året efter optog J.R. Jørgensen blikkenslagersvenden Axel Søren Peter Lund Laursen som medejer.
Efter Jørgensens død ved et trafikuheld i 1958 var Laursen eneejer frem til sin død i 1967.

### Sprinklerautorisation
I 1957 blev Hjernøs første Ingeniør, Jens Kjølby, ansat, og i 1963 vendte firmaet tilbage som leverandør brandmateriel med en autorisation til at installere sprinkleranlæg.
Ved Laursens død i 1967 købte ingeniør Jens Kjølby og bogholder Erik Bodin Hansen (ansat i firmaet fra 1930) sammen virksomheden, og firmanavnet blev ændret til H. Chr. Hansen & Co.’s Eftf.
I mellemkrigsårene voksede firmaet. Der var i perioder op til 50 svende ansat i firmaet, og i 1950’erne var der 100 mand på lønningslisten. Dette gav pladsproblemer, og et nybyggeri blev sat i gang på Katrinebjergvej 115. Firmaet flyttede ind i 1966 og har stadig til huse på adressen i dag. 

### Ejerskift, navneskift og retningsskift
I 1979 blev firmaet omdannet fra interessentskab til anpartsselskab. 10 år senere, i 1989, trådte Erik Bodin Hansen ud af firmaet, og Jens Kjølbys søn, civilingeniør Lars Kjølby, overtog både Bodins og Jens Kjølbys anparter.
I 1991 blev firmaet et aktieselskab, og i 1993 overtog nuværende direktør, Lars Kjølby, hele aktiekapitalen.
Ved årsskiftet 1996-97 fik virksomheden sit oprindelige navn, Hjernø, tilbage, og hjemmesiden www.hjernoe.dk åbnede.
I midten af 1990'erne var Hjernø A/S med omkring 50 medarbejdere blandt de største VVS-installatører i Danmark.Dette ændrede sig i 1997, hvor direktør, Lars Kjølby, omlagde virksomhedens struktur. Omlægningen resulterede i, at virksomheden fremover, og stadig i dag, drives af Lars Kjølby, som ene-ejer og direktør, og hans hustru, Hanne Rask Larsen, i de administrative funktioner, samt omkring 10 montører. 
I 2015 modtog VVS-montør Bent Andresen Den Kongelige Belønningsmedalje for 50 års tro tjeneste ved Hjernø A/S.
I 2017 modtog Hjernøs lærling Thor Sylvest Andersen en lærlinge medalje, der blev overrakt ved en ceremoni på Aarhus Rådhus.

### Nytænkning og grønne løsninger
I sommeren 2017 åbnede Hjernø en city-afdeling i et butikslokale i Gammel Munkegade 6, hvor den kendte musikforretning Rock City tidligere havde til huse gennem 27 år. Der var fokus på at skabe en platform for et nyt grønt intiativ i form af en eldrevet VVS-cykel, hvorfra en autoriseret VVS-montør servicerer og opsætter VVS-installationer i Aarhus.
Firmaet åbnede også hjemmesiden www.vvs-cyklen.dk, der for første gange tillod at booke en aftale med firmaet online.
Med den nye city-afdeling er Hjernø A/S, i tråd med firmaets historie, igen tilstedeværende i Aarhus' Latinerkvarter.

## Sprinkleranlæg
Hjernø har siden firmaets etablering været involveret i brandbekæmpelse.
Tidligere i firmaets historie var dette i forbindelse med fremstilling af brandmateriel og indsats hos brandkorpset, men i 1963 fik firmaet autorisation til at installere sprinkleranlæg.
I dag udgør arbejdet med sprinklerteknologi omkring 80% af firmaets omsætning, og det anslås, at Hjernø har installeret omkring 10% af de cirka 3000 sprinkleranlæg, der findes i Danmark. Dertil har firmaet været EN/ISO 9001 godkendt i mere end 20 år, og ledes i dag af direktør Lars Kjølby, som er autoriseret sprinkleringeniør.

## Ejere
- 1832 - 1871: Jens Hjernøe.
- 1871 - 1884: Christian Hjernøe.
- 1884 - 1912: H. Chr. Hansen.
- 1912 - 1936: H. Chr. Hansen & J.R. Jørgensen.
- 1936 - 1937: J.R. Jørgensen.
- 1937 - 1967: J.R. Jørgensen & Axel Søren Peter Lund Laursen.
- 1967 - 1989: Jens Kjølby & Erik Bodin Hansen.
- 1989 - i dag: Lars Kjølby.

## Galleri
- Klostergade 10, hvor kobbersmed Jens Hjernøe og siden kobbersmed H.Chr. Hansen havde til huse.
- Annonce for etableringen af Hjernø A/S, 1832.
- H.Chr. Hansen og svende omkring år 1910.
- Aarhus Vejviseren 1900 Hjernø annonce.
- Hjørnet af Studsgade og Paradisgade fotograferet i år 1901. Bag porten fik H.Chr. Hansen og Co. senere værksted.
- H. Chr. Hansen som brandmand ca. år 1884
- Hanne Rask Larsen, varetager administrative funktioner i Hjernø A/S og er gift med Lars Kjølby.
- Bent Andresen på toppen af Aros efter modtagelse af Den Kongelige Belønningsmedalje for 50 års tro tjeneste hos Hjernø A/S.
- Thor Sylvest Andersen og Lars Kjølby efter Thor modtog en lærlinge medalje ved en ceremoni på Aarhus Rådhus, 2017.